# Лебедев, Вениамин Иванович
Лебедев Вениамин Иванович (19 октября 1924, Гусь-Хрустальный — 19 ноября 2011, Ярославль) — директор Ярославского государственного историко-архитектурного музея-заповедника (1976—2000), директор государственного литературно-мемориального музея-заповедника Н. А. Некрасова «Кара́биха» (2000—2004).

## Биография
Лебедев родился 19 октября 1924 года в городе Гусь-Хрустальный Владимирской области.
В 1941 году началась Великая Отечественная война. В 1942 году Лебедев призван в Красную Армию. Окончил школу младших специалистов бронетанковых войск. Позже был направлен в должности командира танка на фронт. Принимал участие в боевых действиях по освобождению городов. После войны окончил Военную академию связи им. С. М. Будённого. В 1975 году в звании полковника Лебедев закончил карьеру военного.
В феврале 1976 года назначен директором Ярославского музея-заповедника.
С 2001 года — директор Государственного литературно-мемориального музея-заповедника «Карабиха». С 2005 года работал в Музее боевой славы.
19 октября 2011 года был последним днем его работы.
19 ноября 2011 года Вениамин Лебедев скончался на 88 году жизни.

## Общественная деятельность
Вениамин Лебедев принимал участие в постройке здания музея «Боевой Славы», в создании музея «История города Ярославля», в реставрации коллекции экспозиции «Сокровища Ярославля».
В музее-заповеднике имени Некрасова при Лебедеве была завершена реставрация Большого дома усадьбы, была открыта экспозиция «Не бойся горького забвения…», посвященная жизни и творчеству Н. Н. Некрасова в Карабихе и в Ярославле.

## Признание и награды
- орден Красной Звезды (4.12.1944)[3]
- орден Отечественной войны II степени (6.4.1985)[4]
- медали, в том числе:
  - «За отвагу» (15.12.1943)[5]
  - «За победу над Германией» (9.5.1945)[6]
  - «За освобождение Праги» (9.6.1945)[6]
  - «За боевые заслуги» (20.4.1953[6], 16.12.1972[7])
- «Заслуженный работник культуры Российской Федерации» (1993)
- лауреат I степени областной премии имени И. А. Тихомирова за возрождение колокольного искусства в Ярославле (1993)
- Почетный Знак Святого Луки «За развитие искусств» (1999)
- орден Дружбы народов (2000).